# Ratolí marsupial bru
El ratolí marsupial bru (Antechinus bellus) és una espècie de petit marsupial carnívor originari del nord d'Austràlia. És l'únic Antechinus que viu al Territori del Nord i té un àmbit de distribució fragmentat i reduït.